# Liste der Nummer-eins-Hits in Bulgarien (2011)
Diese Liste der Nummer-eins-Hits basiert auf den offiziellen Chartlisten (Airplay Top 5 / BG Top 5) der Bulgarian Association of the Music Producers (BAMP), der bulgarischen Landesgruppe der IFPI, im Jahr 2011.

## Singles
| ← 2010 ← | Liste der Nummer-eins-Hits in Bulgarien (Airplay) | Liste der Nummer-eins-Hits in Bulgarien (Airplay) | Liste der Nummer-eins-Hits in Bulgarien (Airplay)                         | 2012 →                    |
| \| Zeitraum \| Wo. ges. \| Interpret \| Titel Autor(en) \| Zusätzliche Informationen \| \| (Zeitraum, Wochen auf Platz eins, Interpret, Titel, Autor[en], zusätzliche Informationen) \| \| \| \| \| \| ----------------------------------------------------------------------------------------- \| -------- \| ----------------------------- \| ------------------------------------------------------------------------- \| ------------------------- \| \| 3. Oktober 2011 – 30. Oktober 2011 4 Wochen \| 4 \| Sean Paul feat. Alexis Jordan \| Got 2 Luv U Sean Paul, Ryan Tedder, Mikkel S. Eriksen, Tor Erik Hermansen \| – \| \| 31. Oktober 2011 – 15. Januar 2012 11 Wochen \| 11 \| Rihanna feat. Calvin Harris \| We Found Love Calvin Harris \| – \| |                                                   |                                                   |                                                                           |                           |
| ← 2010 |                                                   |                                                   |                                                                           | → 2012 →                  |
| Zeitraum | Wo. ges.                                          | Interpret                                         | Titel Autor(en)                                                           | Zusätzliche Informationen |
| (Zeitraum, Wochen auf Platz eins, Interpret, Titel, Autor[en], zusätzliche Informationen) |                                                   |                                                   |                                                                           |                           |
| 3. Oktober 2011 – 30. Oktober 2011 4 Wochen | 4                                                 | Sean Paul feat. Alexis Jordan                     | Got 2 Luv U Sean Paul, Ryan Tedder, Mikkel S. Eriksen, Tor Erik Hermansen | –                         |
| 31. Oktober 2011 – 15. Januar 2012 11 Wochen | 11                                                | Rihanna feat. Calvin Harris                       | We Found Love Calvin Harris                                               | –                         |

| ← 2010 ← | Liste der Nummer-eins-Hits in Bulgarien (national) | Liste der Nummer-eins-Hits in Bulgarien (national) | Liste der Nummer-eins-Hits in Bulgarien (national)      | 2012 →                    |
| \| Zeitraum \| Wo. ges. \| Interpret \| Titel Autor(en) \| Zusätzliche Informationen \| \| (Zeitraum, Wochen auf Platz eins, Interpret, Titel, Autor[en], zusätzliche Informationen) \| \| \| \| \| \| ----------------------------------------------------------------------------------------- \| -------- \| ------------------------------------------- \| ------------------------------------------------------- \| ------------------------- \| \| 3. Oktober 2011 – 9. Oktober 2011 1 Woche \| 1 \| Десислава / Dess \| I Like \| – \| \| 10. Oktober 2011 – 18. Dezember 2011 10 Wochen \| 10 \| Графа / Grafa \| Никой / Nikoi \| – \| \| 19. Dezember 2011 – 18. März 2012 13 Wochen \| 13 \| Дивна, Миро и Криско / Divna, Miro & Krisko \| И ти не можеш да ме спреш / I ti ne mojesh da me spresh \| – \| |                                                    |                                                    |                                                         |                           |
| ← 2010 |                                                    |                                                    |                                                         | → 2012 →                  |
| Zeitraum | Wo. ges.                                           | Interpret                                          | Titel Autor(en)                                         | Zusätzliche Informationen |
| (Zeitraum, Wochen auf Platz eins, Interpret, Titel, Autor[en], zusätzliche Informationen) |                                                    |                                                    |                                                         |                           |
| 3. Oktober 2011 – 9. Oktober 2011 1 Woche | 1                                                  | Десислава / Dess                                   | I Like                                                  | –                         |
| 10. Oktober 2011 – 18. Dezember 2011 10 Wochen | 10                                                 | Графа / Grafa                                      | Никой / Nikoi                                           | –                         |
| 19. Dezember 2011 – 18. März 2012 13 Wochen | 13                                                 | Дивна, Миро и Криско / Divna, Miro & Krisko        | И ти не можеш да ме спреш / I ti ne mojesh da me spresh | –                         |